# Liste der Kulturdenkmale in Bad Salzungen
Die Liste der Kulturdenkmale in Bad Salzungen umfasst die als Ensembles, Straßenzüge und Einzeldenkmale erfassten Kulturdenkmale in der thüringischen Stadt Bad Salzungen.
Die Angaben in der Liste ersetzen nicht die rechtsverbindliche Auskunft der zuständigen Denkmalschutzbehörde.

## Legende
- Bild: zeigt ein Bild des Kulturdenkmals und gegebenenfalls einen Link zu weiteren Fotos des Kulturdenkmals im Medienarchiv Wikimedia Commons
- Bezeichnung: Name, Bezeichnung oder die Art des Kulturdenkmals
- Lage: Wenn vorhanden Straßenname und Hausnummer des Kulturdenkmals; Grundsortierung der Liste erfolgt nach dieser Adresse. Der Link Karte führt zu verschiedenen Kartendarstellungen und nennt die Koordinaten des Kulturdenkmals.
 Kartenansicht, um Koordinaten zu setzen – in dieser Kartenansicht sind Kulturdenkmale ohne Koordinaten mit einem roten bzw. orangen Marker dargestellt und können in der Karte gesetzt werden. Kulturdenkmale ohne Bild sind mit einem blauen bzw. roten Marker gekennzeichnet, Kulturdenkmale mit Bild mit einem grünen bzw. orangen Marker.
- Datierung: gibt das Jahr der Fertigstellung beziehungsweise das Datum der Erstnennung oder den Zeitraum der Errichtung an
- Beschreibung: bauliche und geschichtliche Einzelheiten des Kulturdenkmals, vorzugsweise die Denkmaleigenschaften
- ID: Die ID identifiziert das Kulturdenkmal eindeutig. In Thüringen sind aktuell keine IDs veröffentlicht. In der ID-Spalte kann sich auch folgendes Icon  befinden, dies führt zu Angaben zu diesem Kulturdenkmal bei Wikidata.

## Stadtbefestigung
| Bild                           | Bezeichnung | Lage | Datierung | Beschreibung | ID |
| ------------------------------ | ----------- | --- | --------- | ------------ | -- |
| weitere Bilder Fotos hochladen | Stadtmauer  | Bad Salzungen, Am See o. Nr.; Entleich 8; Friedrich-Eckardt-Straße 8, 10, 13; Graben o. Nr.; Halber Mond 16, 18, 20; Kickelhahnsecke 9; Kurhausstraße o. Nr.; Rudolf-Breitscheid-Straße 14; Silge 17; Sulzberger Straße 3, 5, 7, 9, 11 (Karte) |           |              |    |

## Ensembles
| Bild | Bezeichnung                        | Lage | Datierung | Beschreibung | ID |
| --- | ---------------------------------- | --- | --------- | ------------ | -- |
| [[Vorlage:Bilderwunsch/code!/O:!/C:50.813497,10.236071!/D:Am See 1; Andreasstraße (ehem. Straße der Befreiung) 1, 3, 5, 9; Bäckersgasse komplett; Braugasse komplett; Entleich 2, 4, 6, 7, 8; Friedrich-Eckardt-Straße komplett; Graben komplett; Große Stedte komplett; Halber Mond komplett; Henneberger Ecke 2, 4, 6, 8, 10, 12, 14, 16, 18, 20; Hüthersrain komplett; Kickelhahnsecke komplett; Kirchplatz komplett; Kurhausstraße 1, 2, 3, 4, 5, 6, 7, 8, 9, 10, 11, 12, 13, 15, 17, 19, 21, 23; Lindentor 2, 4, 6, 8, 10, 12, 14, 16, 20, 26, 28, 30, 32, 34, 36, 38, 40, 42, 44, 46; Markt komplett; Michaelisstraße 1, 2, 3, 4, 5, 5a, 6, 7, 8, 9, 10, 11, 12, 13, 14, 15, 16, 17, 18, 19, 20, 21, 22, 23, 24, 26, 28, 30, 32; Mittlere Teichgasse komplett; Nappenplatz komplett; Nappenrain komplett; Niederborn komplett; Pestalozzistraße 1, 2a, 2b, 3, 4, 5, 6, 7, 9, 10, 11, 12, 13, 14; Ratsstraße 1, 2, 3, 4, 5, 6, 7, 8, 9, 10, 11, 12, 13, 15, 17, 18, 20, 22, 24, 26, 27, 28, 29, 30, 31, 32, 33, 34, 35, 37, 39, 41; Riemesborngasse komplett; Rudolf-Breitscheid-Straße 2, 4, 6; Seesgasse 2, 2a, 3, 5, 7; Seespforte komplett; Silge komplett; Steinweg komplett; Sulzberger Straße komplett; Unter den Linden komplett; Vordere Teichgasse 1, 3, 9, Ensemble Historischer Ortskern!/\|BW]] | Ensemble Historischer Ortskern     | Bad Salzungen, Am See 1; Andreasstraße (ehem. Straße der Befreiung) 1, 3, 5, 9; Bäckersgasse komplett; Braugasse komplett; Entleich 2, 4, 6, 7, 8; Friedrich-Eckardt-Straße komplett; Graben komplett; Große Stedte komplett; Halber Mond komplett; Henneberger Ecke 2, 4, 6, 8, 10, 12, 14, 16, 18, 20; Hüthersrain komplett; Kickelhahnsecke komplett; Kirchplatz komplett; Kurhausstraße 1, 2, 3, 4, 5, 6, 7, 8, 9, 10, 11, 12, 13, 15, 17, 19, 21, 23; Lindentor 2, 4, 6, 8, 10, 12, 14, 16, 20, 26, 28, 30, 32, 34, 36, 38, 40, 42, 44, 46; Markt komplett; Michaelisstraße 1, 2, 3, 4, 5, 5a, 6, 7, 8, 9, 10, 11, 12, 13, 14, 15, 16, 17, 18, 19, 20, 21, 22, 23, 24, 26, 28, 30, 32; Mittlere Teichgasse komplett; Nappenplatz komplett; Nappenrain komplett; Niederborn komplett; Pestalozzistraße 1, 2a, 2b, 3, 4, 5, 6, 7, 9, 10, 11, 12, 13, 14; Ratsstraße 1, 2, 3, 4, 5, 6, 7, 8, 9, 10, 11, 12, 13, 15, 17, 18, 20, 22, 24, 26, 27, 28, 29, 30, 31, 32, 33, 34, 35, 37, 39, 41; Riemesborngasse komplett; Rudolf-Breitscheid-Straße 2, 4, 6; Seesgasse 2, 2a, 3, 5, 7; Seespforte komplett; Silge komplett; Steinweg komplett; Sulzberger Straße komplett; Unter den Linden komplett; Vordere Teichgasse 1, 3, 9 (Karte) |           |              |    |
| weitere Bilder Fotos hochladen | Ensemble Friedrich-Eckardt-Straße  | Bad Salzungen, Bäckersgasse o. Nr.; Friedrich-Eckardt-Straße komplett; Hübscher Graben 2; Seegasse 2a, 3; Sulzberger Straße o. Nr. (Karte) |           |              |    |
| weitere Bilder Fotos hochladen | Kennzeichnendes Platzbild Markt    | Bad Salzungen, Kirchplatz 8a; Markt 1, 2, 3, 4, 5, 6, 7, 8; Pestalozzistraße 2a, b; Ratsstraße 2 (Karte) |           |              |    |
| weitere Bilder Fotos hochladen | Gradierwerk Solebad                | Bad Salzungen, An den Gradierhäusern 2, 4, 6; Am Solbad o. Nr.; Flößrasen 1; Rudolf-Breitscheid-Straße o. Nr. (Karte) |           |              |    |
| weitere Bilder Fotos hochladen | Husenfriedhof                      | Bad Salzungen, Leimbacher Straße o. Nr. (Karte) |           |              |    |
| BW | Kennzeichnendes Ortsbild Wackenhof | Wackenhof, Wackenhof 1, 2, 3, 4, 5 (Karte) |           |              |    |

## Einzeldenkmale nach Gemarkungen

### Bad Salzungen
| Bild                                    | Bezeichnung                                                                                  | Lage | Datierung | Beschreibung    | ID |
| --------------------------------------- | -------------------------------------------------------------------------------------------- | --- | --------- | --------------- | -- |
| Fotos hochladen                         | Denkmal Ludwig Wucke                                                                         | Bad Salzungen, Am See o. Nr. (Karte)                                                                                |           |                 |    |
| Fotos hochladen                         | Villa Mitte der Welt                                                                         | Bad Salzungen, Am See 11 (Karte)                                                                                    |           | mit Ausstattung |    |
| BW                                      | Freifläche                                                                                   | Bad Salzungen, Am See 11 (Karte)                                                                                    |           |                 |    |
| BW                                      | Einfriedung                                                                                  | Bad Salzungen, Am See 11 (Karte)                                                                                    |           |                 |    |
| BW                                      | Tennisclub TC 'Schwarz-Weiss' 1913                                                           | Bad Salzungen, Am Solbad o. Nr. (Karte)                                                                             |           |                 |    |
| BW                                      | Verwaltungsgebäude Gebäude II, Rat des Kreises                                               | Bad Salzungen, Andreasstraße 11 (Karte)                                                                             |           |                 |    |
| BW                                      | Verwaltungsgebäude Finanzamt                                                                 | Bad Salzungen, August-Bebel-Straße 2 (Karte)                                                                        |           |                 |    |
| BW                                      | Wohnhaus Ausstattung                                                                         | Bad Salzungen, August-Bebel-Straße 6 (Karte)                                                                        |           |                 |    |
| BW                                      | Wohnhaus                                                                                     | Bad Salzungen, August-Bebel-Straße 22 (Karte)                                                                       |           |                 |    |
| BW                                      | Wohnhaus                                                                                     | Bad Salzungen, August-Bebel-Straße 24 (Karte)                                                                       |           | mit Ausstattung |    |
| weitere Bilder Fotos hochladen          | Ev. Kirche St. Wendel, ehemals Hospitalkapelle                                               | Bad Salzungen, August-Bebel-Straße 31 (Karte)                                                                       |           | mit Ausstattung |    |
| BW                                      | Umfriedung                                                                                   | Bad Salzungen, August-Bebel-Straße 31 (Karte)                                                                       |           |                 |    |
| weitere Bilder Fotos hochladen          | Kurhaus Burgseeklinik                                                                        | Bad Salzungen, Burgseestraße 12; Kurhausstraße o. Nr. (Karte)                                                       |           |                 |    |
| BW                                      | Villa                                                                                        | Bad Salzungen, Burgseestraße 4 (Karte)                                                                              |           |                 |    |
| BW                                      | Freifläche                                                                                   | Bad Salzungen, Burgseestraße 4 (Karte)                                                                              |           |                 |    |
| BW                                      | Einfriedung                                                                                  | Bad Salzungen, Burgseestraße 4 (Karte)                                                                              |           |                 |    |
| BW                                      | Wohnhaus Haus Kauke                                                                          | Bad Salzungen, Burgseestraße 6 (Karte)                                                                              |           |                 |    |
| weitere Bilder Fotos hochladen          | Pfarrhaus                                                                                    | Bad Salzungen, Entleich 4 (Karte)                                                                                   |           |                 |    |
| BW                                      | Wohn- und Verwaltungsgebäude                                                                 | Bad Salzungen, Entleich 6 (Karte)                                                                                   |           |                 |    |
| BW                                      | Freifläche                                                                                   | Bad Salzungen, Entleich 6 (Karte)                                                                                   |           |                 |    |
| BW                                      | Einfriedung                                                                                  | Bad Salzungen, Entleich 6 (Karte)                                                                                   |           |                 |    |
| weitere Bilder Fotos hochladen          | Wohn- und Geschäftshaus                                                                      | Bad Salzungen, Entleich 7 (Karte)                                                                                   |           | mit Ausstattung |    |
| weitere Bilder Fotos hochladen          | Wohnhaus                                                                                     | Bad Salzungen, Entleich 8 (Karte)                                                                                   |           |                 |    |
| BW                                      | Einfriedung                                                                                  | Bad Salzungen, Entleich 8 (Karte)                                                                                   |           |                 |    |
| Fotos hochladen                         | Gefallenendenkmal                                                                            | Bad Salzungen, Erzberger Allee o. Nr. (Karte)                                                                       |           |                 |    |
| weitere Bilder Fotos hochladen          | Rathenaupark und Burgseeufer                                                                 | Bad Salzungen, Erzberger Allee o. Nr.; Am See o. Nr.; Burgseestraße o. Nr. (Karte)                                  |           |                 |    |
| weitere Bilder Fotos hochladen          | Ehrenmal für die Opfer des Faschismus                                                        | Bad Salzungen, Erzberger Allee o. Nr.; Burgseestraße o. Nr. (Karte)                                                 |           |                 |    |
| weitere Bilder Fotos hochladen          | Katholische Pfarrkirche St. Andreas                                                          | Bad Salzungen, Erzberger Allee 2 (Karte)                                                                            |           | mit Ausstattung |    |
| BW                                      | Kirchhof                                                                                     | Bad Salzungen, Erzberger Allee 2 (Karte)                                                                            |           |                 |    |
| BW                                      | Schwesternwohnheim                                                                           | Bad Salzungen, Erzberger Allee 4 (Karte)                                                                            |           |                 |    |
| weitere Bilder Fotos hochladen          | Gasthaus Sächsischer Hof                                                                     | Bad Salzungen, Friedrich-Eckardt-Straße 2, Sulzberger Straße o. Nr. (Karte)                                         |           |                 |    |
| weitere Bilder Fotos hochladen          | Wohn- und Geschäftshaus                                                                      | Bad Salzungen, Friedrich-Eckardt-Straße 4 (Karte)                                                                   |           |                 |    |
| BW                                      | Hofgebäude                                                                                   | Bad Salzungen, Friedrich-Eckardt-Straße 4 (Karte)                                                                   |           |                 |    |
| BW                                      | Hofanlage                                                                                    | Bad Salzungen, Friedrich-Eckardt-Straße 10 (Karte)                                                                  |           |                 |    |
| weitere Bilder Fotos hochladen          | Wohnhaus, ehemals Torhaus                                                                    | Bad Salzungen, Friedrich-Eckardt-Straße 13, Graben o. Nr. (Karte)                                                   |           |                 |    |
| BW                                      | Wohnhaus                                                                                     | Bad Salzungen, Friedrich-Eckardt-Straße 14, Seesgasse o. Nr. (Karte)                                                |           | mit Ausstattung |    |
| BW                                      | Freifläche                                                                                   | Bad Salzungen, Friedrich-Eckardt-Straße 14, Seesgasse o. Nr. (Karte)                                                |           |                 |    |
| BW                                      | Torbau                                                                                       | Bad Salzungen, Friedrich-Eckardt-Straße 14, Seesgasse o. Nr. (Karte)                                                |           |                 |    |
| weitere Bilder Fotos hochladen          | Wohn- und Geschäftshaus Henneberger Haus                                                     | Bad Salzungen, Friedrich-Eckardt-Straße 22, Seesgasse 2a (Karte)                                                    |           |                 |    |
| BW                                      | Grundschule, ehemals Fabrikantenvilla                                                        | Bad Salzungen, Hübscher Graben 20 (Karte)                                                                           |           | mit Ausstattung |    |
| BW                                      | Freifläche                                                                                   | Bad Salzungen, Hübscher Graben 20 (Karte)                                                                           |           | mit Ausstattung |    |
| BW                                      | Einfriedung                                                                                  | Bad Salzungen, Hübscher Graben 20 (Karte)                                                                           |           | mit Ausstattung |    |
| BW                                      | Tor                                                                                          | Bad Salzungen, Hübscher Graben 20 (Karte)                                                                           |           | mit Ausstattung |    |
| weitere Bilder Fotos hochladen          | Evangelisch-lutherische Stadtkirche St. Simplicius                                           | Bad Salzungen, Kirchplatz 1 (Karte)                                                                                 |           | mit Ausstattung |    |
| BW                                      | Ehemals Gefängnis                                                                            | Bad Salzungen, Kirchplatz 4 (Karte)                                                                                 |           |                 |    |
| weitere Bilder Fotos hochladen          | Schnepfenburg                                                                                | Bad Salzungen, Kirchplatz 4, 6, 8 (Karte)                                                                           |           |                 |    |
| BW                                      | Amtsgericht, ehemaliges Kreisgericht                                                         | Bad Salzungen, Kirchplatz 8 (Karte)                                                                                 |           |                 |    |
| BW                                      | Domäne Nebengebäude                                                                          | Bad Salzungen, Kurhausstraße 12 (Karte)                                                                             |           |                 |    |
| Fotos hochladen                         | Grabmal von Otto Friedrich Tobias Voigt                                                      | Bad Salzungen, Leimbacher Straße o. Nr. (Karte)                                                                     |           |                 |    |
| Direkt Bild zu diesem Denkmal hochladen | Grabmal von Carl und Helene Thaler                                                           | Bad Salzungen, Leimbacher Straße o. Nr.                                                                             |           |                 |    |
| Fotos hochladen                         | Grabmal von Ludwig Wucke                                                                     | Bad Salzungen, Leimbacher Straße o. Nr. (Karte)                                                                     |           |                 |    |
| BW                                      | Grabmal von Lucia und Waldemar Wolff                                                         | Bad Salzungen, Leimbacher Straße o. Nr. (Karte)                                                                     |           |                 |    |
| Fotos hochladen                         | Grabmal von Dr. Johann Christoph Sulzberger                                                  | Bad Salzungen, Leimbacher Straße o. Nr. (Karte)                                                                     |           |                 |    |
| Direkt Bild zu diesem Denkmal hochladen | Gräber für Fremdarbeiter                                                                     | Bad Salzungen, Leimbacher Straße o. Nr.                                                                             |           |                 |    |
| Direkt Bild zu diesem Denkmal hochladen | Grabmal für Meta Bartenstein                                                                 | Bad Salzungen, Leimbacher Straße o. Nr.                                                                             |           |                 |    |
| BW                                      | Grabmal Heinecke                                                                             | Bad Salzungen, Leimbacher Straße o. Nr. (Karte)                                                                     |           |                 |    |
| Direkt Bild zu diesem Denkmal hochladen | Grabmal von Paul Gottfried und Anna Rittweger                                                | Bad Salzungen, Leimbacher Straße o. Nr.                                                                             |           |                 |    |
| Fotos hochladen                         | Grabmal Bernhard Müller                                                                      | Bad Salzungen, Leimbacher Straße o. Nr. (Karte)                                                                     |           |                 |    |
| weitere Bilder Fotos hochladen          | Kirchenruine St. Georg, Husenkirche                                                          | Bad Salzungen, Leimbacher Straße o. Nr. (Karte)                                                                     |           |                 |    |
| weitere Bilder Fotos hochladen          | Epitaphien, in der Husenkirche                                                               | Bad Salzungen, Leimbacher Straße o. Nr. (Karte)                                                                     |           |                 |    |
| BW                                      | Familienbegräbnis Urban                                                                      | Bad Salzungen, Leimbacher Straße o. Nr. (Karte)                                                                     |           |                 |    |
| Direkt Bild zu diesem Denkmal hochladen | Ehrenmal Vereinigung der Verfolgten des Naziregimes (VVN)                                    | Bad Salzungen, Leimbacher Straße o. Nr.                                                                             |           |                 |    |
| BW                                      | Sanatorium Nebengebäude Heizwerk Liegehalle Villa / Kindersanatorium Charlottenhall (Haus 1) | Bad Salzungen, Mathilde-Wurm-Straße 7, Charlottenstraße o. Nr. (Karte)                                              |           |                 |    |
| weitere Bilder Fotos hochladen          | Wohnhaus                                                                                     | Bad Salzungen, Nappenplatz 27 (Karte)                                                                               |           |                 |    |
| BW                                      | Hofmauer                                                                                     | Bad Salzungen, Niederborn o. Nr. (Karte)                                                                            |           |                 |    |
| BW                                      | Tor                                                                                          | Bad Salzungen, Niederborn o. Nr. (Karte)                                                                            |           |                 |    |
| BW                                      | Portale                                                                                      | Bad Salzungen, Niederborn o. Nr. (Karte)                                                                            |           |                 |    |
| weitere Bilder Fotos hochladen          | Wohn- und Geschäftshaus                                                                      | Bad Salzungen, Pestalozzistraße 14; Entleich o. Nr. (Karte)                                                         |           |                 |    |
| weitere Bilder Fotos hochladen          | Rathaus                                                                                      | Bad Salzungen, Ratsstraße 2; Markt o. Nr. (Karte)                                                                   |           |                 |    |
| weitere Bilder Fotos hochladen          | Wohn- und Geschäftshaus                                                                      | Bad Salzungen, Ratsstraße 13; Kirchplatz o. Nr. (Karte)                                                             |           |                 |    |
| BW                                      | Villa                                                                                        | Bad Salzungen, Rudolf-Breitscheid-Straße 11; Johann-Theodor-Roemhildt-Straße o. Nr. (Karte)                         |           |                 |    |
| BW                                      | Umfriedung                                                                                   | Bad Salzungen, Rudolf-Breitscheid-Straße 11; Johann-Theodor-Roemhildt-Straße o. Nr. (Karte)                         |           |                 |    |
| BW                                      | Ehemals Villa Thaler, jetzt Villa Vital                                                      | Bad Salzungen, Rudolf-Breitscheid-Straße 15 (Karte)                                                                 |           | mit Ausstattung |    |
| BW                                      | Kutscherhaus                                                                                 | Bad Salzungen, Rudolf-Breitscheid-Straße 17 (Karte)                                                                 |           |                 |    |
| BW                                      | Parkanlage                                                                                   | Bad Salzungen, Rudolf-Breitscheid-Straße 15, 17 (Karte)                                                             |           |                 |    |
| BW                                      | Einfriedung                                                                                  | Bad Salzungen, Rudolf-Breitscheid-Straße 15, 17 (Karte)                                                             |           |                 |    |
| BW                                      | Wohnhaus Ausstattung                                                                         | Bad Salzungen, Rudolf-Breitscheid-Straße 7 (Karte)                                                                  |           |                 |    |
| BW                                      | Schule Turnhalle Schulhof Baumbestand Einfriedung / Erste Stadtschule                        | Bad Salzungen, Rudolf-Breitscheid-Straße 9; Johann-Theodor-Roemhildt-Straße o. Nr. (Karte)                          |           |                 |    |
| BW                                      | Wohnhaus                                                                                     | Bad Salzungen, Seespforte 3; Braugasse o. Nr. (Karte)                                                               |           |                 |    |
| BW                                      | Wohn- und Geschäftshaus                                                                      | Bad Salzungen, Sulzberger Straße 1 (Karte)                                                                          |           |                 |    |
| BW                                      | Wohnhaus                                                                                     | Bad Salzungen, Sulzberger Straße 4 (Karte)                                                                          |           |                 |    |
| BW                                      | Wohnhaus                                                                                     | Bad Salzungen, Sulzberger Straße 5 (Karte)                                                                          |           |                 |    |
| BW                                      | Wohnhaus                                                                                     | Bad Salzungen, Sulzberger Straße 6 (Karte)                                                                          |           |                 |    |
| BW                                      | Wohnhaus                                                                                     | Bad Salzungen, Sulzberger Straße 9 (Karte)                                                                          |           |                 |    |
| BW                                      | Nebengebäude, sogenannte Zitadelle                                                           | Bad Salzungen, Sulzberger Straße 9a, Flurstück 383/1 (Karte)                                                        |           |                 |    |
| BW                                      | Wohnhaus                                                                                     | Bad Salzungen, Sulzberger Straße 10; Braugasse o. Nr. (Karte)                                                       |           |                 |    |
| BW                                      | Wohnhaus, Hotel Hufeland, ehemals Hufeland-Sanatorium, ehemals Wagnersches Haus              | Bad Salzungen, Sulzberger Straße 11, 13; Am See o. Nr. (Karte)                                                      |           |                 |    |
| weitere Bilder Fotos hochladen          | Herrensitz Haunscher Hof                                                                     | Bad Salzungen, Unter den Linden 4, Kirchplatz 8b (Karte)                                                            |           |                 |    |
| BW                                      | Torbau                                                                                       | Bad Salzungen, Unter den Linden 4, Kirchplatz 8b (Karte)                                                            |           |                 |    |
| Direkt Bild zu diesem Denkmal hochladen | Wasseraufbereitungsanlage                                                                    | Bad Salzungen, Objekt nicht zuordenbar                                                                              |           |                 |    |
| BW                                      | Steinkreuz, sogeanntes Lutherkreuz                                                           | Bad Salzungen, am Eingang zum Grundhoftal, an der Landstraße zwischen Bad Salzungen und Unterrohn/Tiefenort (Karte) |           |                 |    |

### Allendorf-Dorf
| Bild | Bezeichnung                                  | Lage                                          | Datierung | Beschreibung | ID |
| ---- | -------------------------------------------- | --------------------------------------------- | --------- | ------------ | -- |
| BW   | Wohnhaus                                     | Bad Salzungen, August-Bebel-Straße 42 (Karte) |           |              |    |
| BW   | Gemeindehaus, sogenanntes Türmchen Allendorf | Bad Salzungen, August-Bebel-Straße 69 (Karte) |           |              |    |

### Allendorf-Kloster
| Bild            | Bezeichnung                                             | Lage                                                                        | Datierung | Beschreibung | ID |
| --------------- | ------------------------------------------------------- | --------------------------------------------------------------------------- | --------- | ------------ | -- |
| BW              | Hofanlage                                               | Allendorf-Kloster, Eisenacher Straße 19 (Karte)                             |           |              |    |
| Fotos hochladen | Kirche / Ehemalige Klosterkirche der Zisterzienserinnen | Allendorf-Kloster, Eisenacher Straße 28 (Karte)                             |           |              |    |
| BW              | Inschrift                                               | Allendorf-Kloster, am Klosterfreihof Allendorf, nicht lokalisierbar (Karte) |           |              |    |

### Dönges
| Bild                           | Bezeichnung | Lage                                                      | Datierung | Beschreibung | ID |
| ------------------------------ | ----------- | --------------------------------------------------------- | --------- | ------------ | -- |
| weitere Bilder Fotos hochladen | Schule      | Dönges, Alte Straße 2, in der Denkmalliste Nr. 40 (Karte) |           |              |    |

### Ettenhausen/Suhl
| Bild                           | Bezeichnung                                 | Lage                                          | Datierung | Beschreibung    | ID |
| ------------------------------ | ------------------------------------------- | --------------------------------------------- | --------- | --------------- | -- |
| weitere Bilder Fotos hochladen | Wehrkirche, Evangelische Kirche Ettenhausen | Ettenhausen/Suhl, Am Kirchberg o. Nr. (Karte) |           | mit Ausstattung |    |
| BW                             | Kirchhof                                    | Ettenhausen/Suhl, Am Kirchberg o. Nr. (Karte) |           |                 |    |
| BW                             | Ringmauer                                   | Ettenhausen/Suhl, Am Kirchberg o. Nr. (Karte) |           |                 |    |

### Etterwinden
| Bild                           | Bezeichnung               | Lage                                     | Datierung | Beschreibung    | ID |
| ------------------------------ | ------------------------- | ---------------------------------------- | --------- | --------------- | -- |
| BW                             | Wohnhaus Scheune          | Etterwinden, Nürnberger Straße 2 (Karte) |           |                 |    |
| BW                             | Wohnhaus                  | Etterwinden, Schulstraße 8 (Karte)       |           |                 |    |
| weitere Bilder Fotos hochladen | Evangelische Filialkirche | Etterwinden, Unter der Linde 1 (Karte)   |           | mit Ausstattung |    |
| BW                             | Kirchhof                  | Etterwinden, Unter der Linde 1 (Karte)   |           |                 |    |
| BW                             | Gefallenendenkmal         | Etterwinden, Unter der Linde 1 (Karte)   |           |                 |    |
| BW                             | Hofanlage                 | Etterwinden, Unter der Linde 6 (Karte)   |           |                 |    |

### Frauensee
| Bild                           | Bezeichnung                        | Lage | Datierung | Beschreibung    | ID |
| ------------------------------ | ---------------------------------- | --- | --------- | --------------- | -- |
| BW                             | Wohnhaus                           | Frauensee, Am Schafberg 19 (Karte) |           |                 |    |
| BW                             | Wohnhaus                           | Frauensee, An der Kutte 6 (Karte) |           |                 |    |
| BW                             | Ehrenfriedhof Gedenkstein Grabmal  | Frauensee, An der Trift o. Nr. (Karte) |           |                 |    |
| BW                             | Wohnhaus                           | Frauensee, An der Trift 4 (Karte) |           |                 |    |
| BW                             | Wohnhaus                           | Frauensee, Böttchergasse 3 (Karte) |           |                 |    |
| BW                             | Abflussstollen                     | Frauensee, Flur 2, Flurstücke 190/5, 196, 262/2, 621; Flur 3, Flurstücke 290/12, 290/19, 290/23, 291, 294, 295/4, 296, 299, 307/9, 308, 309, 310, 319/8, 319/9, 319/10, 319/11, 320/1, 322, 742, 747 (Karte) |           |                 |    |
| BW                             | Gedenkstein für sowjetische Bürger | Frauensee, Platz der Freundschaft o. Nr. (Karte) |           |                 |    |
| weitere Bilder Fotos hochladen | Schloss                            | Frauensee, Platz der Freundschaft 3 (Karte) |           | mit Ausstattung |    |
| BW                             | Wirtschaftsgebäude                 | Frauensee, Platz der Freundschaft 6 (Karte) |           |                 |    |
| BW                             | Hofanlage                          | Frauensee, Seestraße 20 (Karte) |           |                 |    |
| BW                             | Hofanlage                          | Frauensee, Seestraße 21 (Karte) |           |                 |    |
| BW                             | Pfarrhaus                          | Frauensee, Seestraße 25 (Karte) |           |                 |    |
| BW                             | Scheune                            | Frauensee, Seestraße 25 (Karte) |           |                 |    |
| BW                             | Wohnhaus                           | Frauensee, Vordergasse 2 (Karte) |           |                 |    |
| BW                             | Wohnhaus                           | Frauensee, Vordergasse 5 (Karte) |           |                 |    |
| BW                             | Wohnhaus                           | Frauensee, Zum Steinhauk 1 (Karte) |           |                 |    |
| BW                             | Wohnhaus                           | Frauensee, Zum Steinhauk 4 (Karte) |           |                 |    |
| weitere Bilder Fotos hochladen | Evangelische Pfarrkirche           | Frauensee, Zum Steinhauk 7a (Karte) |           | mit Ausstattung |    |
| BW                             | Kirchhof                           | Frauensee, Zum Steinhauk 7a (Karte) |           |                 |    |
| BW                             | Gefallenendenkmal                  | Frauensee, Zum Steinhauk 7a (Karte) |           |                 |    |

### Gumpelstadt
| Bild                           | Bezeichnung                          | Lage                                        | Datierung | Beschreibung    | ID |
| ------------------------------ | ------------------------------------ | ------------------------------------------- | --------- | --------------- | -- |
| BW                             | Wohnhaus                             | Gumpelstadt, Ecke 1 (Karte)                 |           |                 |    |
| BW                             | Wohnhaus                             | Gumpelstadt, Hintergasse 24 (Karte)         |           |                 |    |
| BW                             | Wohnhaus                             | Gumpelstadt, Hintergasse 25 (Karte)         |           |                 |    |
| BW                             | Hofanlage                            | Gumpelstadt, Liebensteiner Straße 7 (Karte) |           |                 |    |
| BW                             | Wohnhaus                             | Gumpelstadt, Moorgrundstraße 26 (Karte)     |           |                 |    |
| BW                             | Wohnhaus                             | Gumpelstadt, Moorgrundstraße 36 (Karte)     |           |                 |    |
| BW                             | Hofanlage                            | Gumpelstadt, Moorgrundstraße 38 (Karte)     |           |                 |    |
| BW                             | Hofanlage                            | Gumpelstadt, Moorgrundstraße 40 (Karte)     |           |                 |    |
| BW                             | Hofanlage                            | Gumpelstadt, Moorgrundstraße 42 (Karte)     |           |                 |    |
| BW                             | Pfarrhaus                            | Gumpelstadt, Moorgrundstraße 46 (Karte)     |           |                 |    |
| weitere Bilder Fotos hochladen | Evangelisch-lutherische Georgskirche | Gumpelstadt, Moorgrundstraße 46a (Karte)    |           | mit Ausstattung |    |
| BW                             | Kirchhof                             | Gumpelstadt, Moorgrundstraße 46a (Karte)    |           |                 |    |
| BW                             | Einfriedung                          | Gumpelstadt, Moorgrundstraße 46a (Karte)    |           |                 |    |
| BW                             | Denkmal                              | Gumpelstadt, Moorgrundstraße 46a (Karte)    |           |                 |    |
| BW                             | Hofanlage                            | Gumpelstadt, Trift 6 (Karte)                |           |                 |    |

### Knottenhof
| Bild                                    | Bezeichnung | Lage                                                                             | Datierung | Beschreibung | ID |
| --------------------------------------- | ----------- | -------------------------------------------------------------------------------- | --------- | ------------ | -- |
| Direkt Bild zu diesem Denkmal hochladen | Wohnhaus    | Knottenhof, Knottenhof 1                                                         |           |              |    |
| Direkt Bild zu diesem Denkmal hochladen | Grenzstein  | Knottenhof, in der Feldflur, Vor der Kieselbacher Gemeinde, Flur 1, Flurstück 48 |           |              |    |

### Kupfersuhl
| Bild | Bezeichnung | Lage                                            | Datierung | Beschreibung | ID |
| ---- | ----------- | ----------------------------------------------- | --------- | ------------ | -- |
| BW   | Hofanlage   | Kupfersuhl, An der Suhl 15 (Karte)              |           |              |    |
| BW   | Hofanlage   | Kupfersuhl, Kirschgraben 4 (Karte)              |           |              |    |
| BW   | Grenzstein  | Kupfersuhl, in der Feldflur, Wanderkopf (Karte) |           |              |    |

### Langenfeld
| Bild                           | Bezeichnung                          | Lage                                  | Datierung | Beschreibung    | ID |
| ------------------------------ | ------------------------------------ | ------------------------------------- | --------- | --------------- | -- |
| weitere Bilder Fotos hochladen | Evangelisch-lutherische Marcuskirche | Langenfeld, Kirchgasse o. Nr. (Karte) |           | mit Ausstattung |    |
| BW                             | Kirchhof                             | Langenfeld, Kirchgasse o. Nr. (Karte) |           |                 |    |
| BW                             | Umfriedung                           | Langenfeld, Kirchgasse o. Nr. (Karte) |           |                 |    |

### Möhra
| Bild                           | Bezeichnung               | Lage                                          | Datierung | Beschreibung | ID |
| ------------------------------ | ------------------------- | --------------------------------------------- | --------- | ------------ | -- |
| weitere Bilder Fotos hochladen | Evangelische Pfarrkirche  | Möhra, Heinrich-Hofmann-Straße o. Nr. (Karte) |           |              |    |
| BW                             | Kirchhof                  | Möhra, Heinrich-Hofmann-Straße o. Nr. (Karte) |           |              |    |
| BW                             | Umfriedung                | Möhra, Heinrich-Hofmann-Straße o. Nr. (Karte) |           |              |    |
| weitere Bilder Fotos hochladen | Lutherdenkmal             | Möhra, Lutherplatz o. Nr. (Karte)             |           |              |    |
| BW                             | Brunnen                   | Möhra, Lutherplatz o. Nr. (Karte)             |           |              |    |
| Fotos hochladen                | Wohnhaus, Lutherstammhaus | Möhra, Lutherplatz 1 (Karte)                  |           |              |    |
| BW                             | Pfarrhaus Nebengelaß      | Möhra, Lutherplatz 2 (Karte)                  |           |              |    |
| BW                             | Wohnhaus Torpfosten       | Möhra, Lutherplatz 4 (Karte)                  |           |              |    |
| BW                             | Wohnhaus                  | Möhra, Röhrigstraße 13 (Karte)                |           |              |    |
| BW                             | Wohnhaus                  | Möhra, Röhrigstraße 17 (Karte)                |           |              |    |
| BW                             | Wohnhaus                  | Möhra, Röhrigstraße 22 (Karte)                |           |              |    |
| BW                             | Wohnhaus                  | Möhra, Röhrigstraße 24 (Karte)                |           |              |    |
| BW                             | Wohnhaus                  | Möhra, Röhrigstraße 27 (Karte)                |           |              |    |
| BW                             | Wohnhaus                  | Möhra, Röhrigstraße 29 (Karte)                |           |              |    |
| BW                             | Torpfosten                | Möhra, Sorgstraße 1 (Karte)                   |           |              |    |
| BW                             | Pfeiler                   | Möhra, Sorgstraße 12 (Karte)                  |           |              |    |
| BW                             | Torpfosten                | Möhra, Sorgstraße 14 (Karte)                  |           |              |    |
| BW                             | Wohnhaus                  | Möhra, Sorgstraße 2 (Karte)                   |           |              |    |
| BW                             | Hofanlage                 | Möhra, Sorgstraße 7 (Karte)                   |           |              |    |
| BW                             | Zum Mohren                | Möhra, Türkstraße 1 (Karte)                   |           |              |    |
| BW                             | Torpfosten                | Möhra, Türkstraße 1 (Karte)                   |           |              |    |
| BW                             | Wohnhaus                  | Möhra, Türkstraße 2 (Karte)                   |           |              |    |
| BW                             | Wohnhaus                  | Möhra, Türkstraße 5 (Karte)                   |           |              |    |

### Neuendorf
| Bild                                    | Bezeichnung | Lage                    | Datierung | Beschreibung | ID |
| --------------------------------------- | ----------- | ----------------------- | --------- | ------------ | -- |
| Direkt Bild zu diesem Denkmal hochladen | Wohnhaus    | Neuendorf, Neuendorf 16 |           |              |    |
| Direkt Bild zu diesem Denkmal hochladen | Wohnhaus    | Neuendorf, Neuendorf 17 |           |              |    |

### Oberrohn
| Bild                                    | Bezeichnung | Lage                   | Datierung | Beschreibung | ID |
| --------------------------------------- | ----------- | ---------------------- | --------- | ------------ | -- |
| Direkt Bild zu diesem Denkmal hochladen | Hofanlage   | Oberrohn, Werkstraße 1 |           |              |    |
| Direkt Bild zu diesem Denkmal hochladen | Villa       | Oberrohn, Werkstraße 3 |           |              |    |

### Schergeshof
| Bild                                    | Bezeichnung                        | Lage        | Datierung | Beschreibung | ID |
| --------------------------------------- | ---------------------------------- | ----------- | --------- | ------------ | -- |
| Direkt Bild zu diesem Denkmal hochladen | Wegweiserstein / sog. Weißer Stein | Schergeshof |           |              |    |

### Springen
| Bild                                    | Bezeichnung | Lage                                                              | Datierung | Beschreibung | ID |
| --------------------------------------- | ----------- | ----------------------------------------------------------------- | --------- | ------------ | -- |
| Direkt Bild zu diesem Denkmal hochladen | Hofanlage   | Springen, Berkaer Straße 4                                        |           |              |    |
| Direkt Bild zu diesem Denkmal hochladen | Obelisk     | Springen, Außenlager Springen des Konzentrationslagers Buchenwald |           |              |    |

### Tiefenort
| Bild                           | Bezeichnung                                                                    | Lage                                                                                             | Datierung | Beschreibung    | ID |
| ------------------------------ | ------------------------------------------------------------------------------ | ------------------------------------------------------------------------------------------------ | --------- | --------------- | -- |
| BW                             | Ehemalige Schachtanlage Kaiseroda I mit Verwaltungs-, Sozial- und Wohngebäuden | Tiefenort, Ahornstraße 11, 13, 14; Lengsfelder Straße 109, 115, 119; Ulmenstraße 1, 2, 4 (Karte) |           |                 |    |
| weitere Bilder Fotos hochladen | Burgruine, Standesamt / (Ruine) Krayenburg                                     | Tiefenort, Auf der Krayenburg 1 (Karte)                                                          | 1150      |                 |    |
| weitere Bilder Fotos hochladen | Sowjetischer Ehrenfriedhof, Obelisk, Grabstätten                               | Tiefenort, Berggasse o. Nr. (Karte)                                                              |           |                 |    |
| BW                             | Torhaus                                                                        | Tiefenort, Fröbelhof 5 (Karte)                                                                   |           |                 |    |
| BW                             | Hofanlage (Landwirtschaft)                                                     | Tiefenort, Große Amtsgasse 5 (Karte)                                                             |           |                 |    |
| BW                             | Wohnhaus                                                                       | Tiefenort, Heiligkreuz 17 (Karte)                                                                |           |                 |    |
| BW                             | Wohnhaus, Hofeinfriedung                                                       | Tiefenort, Heiligkreuz 18 (Karte)                                                                |           |                 |    |
| BW                             | Wohnhaus                                                                       | Tiefenort, Heiligkreuz 20 (Karte)                                                                |           |                 |    |
| BW                             | Wohnstallhaus, Hofeinfriedung                                                  | Tiefenort, Heiligkreuz 21 (Karte)                                                                |           |                 |    |
| BW                             | Wohnhaus, Hofeinfriedung                                                       | Tiefenort, Heiligkreuz 28 (Karte)                                                                |           |                 |    |
| BW                             | Wohnhaus, Hofeinfriedung                                                       | Tiefenort, Heiligkreuz 3 (Karte)                                                                 |           |                 |    |
| BW                             | Gemeindehaus                                                                   | Tiefenort, Hoffmann-Straße 11 (Karte)                                                            |           |                 |    |
| BW                             | Wohnhaus                                                                       | Tiefenort, Im Hof 1 (Karte)                                                                      |           |                 |    |
| BW                             | Wohnhaus                                                                       | Tiefenort, Im Hof 6 (Karte)                                                                      |           |                 |    |
| BW                             | Wohnhaus u. Torpfosten                                                         | Tiefenort, Jacobinerstraße 10 (Karte)                                                            |           |                 |    |
| BW                             | Wohnhaus                                                                       | Tiefenort, Jacobinerstraße 12 (Karte)                                                            |           |                 |    |
| BW                             | Wohnhaus                                                                       | Tiefenort, Jacobinerstraße 16 (Karte)                                                            |           |                 |    |
| BW                             | Wohnhaus                                                                       | Tiefenort, Jacobinerstraße 2 (Karte)                                                             |           |                 |    |
| BW                             | Wohnhaus                                                                       | Tiefenort, Jacobinerstraße 30 (Karte)                                                            |           |                 |    |
| BW                             | Wohnhaus                                                                       | Tiefenort, Jacobinerstraße 38 (Karte)                                                            |           |                 |    |
| BW                             | Wohnhaus                                                                       | Tiefenort, Jacobinerstraße 40 (Karte)                                                            |           |                 |    |
| BW                             | Wohnhaus, Reste Hofumfriedung                                                  | Tiefenort, Jacobinerstraße 46 (Karte)                                                            |           |                 |    |
| BW                             | Hofanlage (Landwirtschaft)                                                     | Tiefenort, Marktplatz 9 (Karte)                                                                  |           |                 |    |
| BW                             | Wohnhaus                                                                       | Tiefenort, Marktstraße 1 (Karte)                                                                 |           |                 |    |
| weitere Bilder Fotos hochladen | Evangelische Kirche St. Peter                                                  | Tiefenort, Molterplatz 1 (Karte)                                                                 |           | mit Ausstattung |    |
| BW                             | Kirchhof                                                                       | Tiefenort, Molterplatz 1 (Karte)                                                                 |           |                 |    |
| BW                             | Wohnhaus                                                                       | Tiefenort, Molterplatz 2 (Karte)                                                                 |           |                 |    |
| BW                             | Wohnhaus                                                                       | Tiefenort, Molterplatz 5 (Karte)                                                                 |           |                 |    |
| BW                             | Scheune                                                                        | Tiefenort, Molterplatz 5 (Karte)                                                                 |           |                 |    |
| BW                             | Wohnhaus                                                                       | Tiefenort, Mühlgasse 1 (Karte)                                                                   |           |                 |    |
| BW                             | Wohnhaus                                                                       | Tiefenort, Schafberg 1 (Karte)                                                                   |           |                 |    |
| BW                             | Wohnhaus                                                                       | Tiefenort, Schafberg 19 (Karte)                                                                  |           |                 |    |
| BW                             | Schulhaus                                                                      | Tiefenort, Schulplatz 4 (Karte)                                                                  |           |                 |    |
| BW                             | Wohnhaus, Ausstattung, Hofeinfriedung                                          | Tiefenort, Vorwerksgasse 14 (Karte)                                                              |           |                 |    |
| BW                             | Wohnhaus                                                                       | Tiefenort, Werrator 1 (Karte)                                                                    |           |                 |    |
| BW                             | Wohnhaus                                                                       | Tiefenort, Werrator 13 (Karte)                                                                   |           |                 |    |
| BW                             | Wohnhaus                                                                       | Tiefenort, Werrator 2 (Karte)                                                                    |           |                 |    |
| BW                             | Wohnhaus                                                                       | Tiefenort, Werrator 7 (Karte)                                                                    |           |                 |    |
| BW                             | Wohnhaus                                                                       | Tiefenort, Werrator 8 (Karte)                                                                    |           |                 |    |
| BW                             | Mühle mit Mühltechnik                                                          | Tiefenort, Wilhelmstraße 12-14 (Karte)                                                           |           |                 |    |
| BW                             | Wohnhaus                                                                       | Tiefenort, Zur Kirche 8 (Karte)                                                                  |           |                 |    |
| BW                             | Ehrenhain mit Gefallenendenkmalen                                              | Tiefenort, Zur Wacht o. Nr. (Karte)                                                              |           |                 |    |

### Wackenhof
| Bild                                    | Bezeichnung | Lage                   | Datierung | Beschreibung | ID |
| --------------------------------------- | ----------- | ---------------------- | --------- | ------------ | -- |
| Direkt Bild zu diesem Denkmal hochladen | Hofanlage   | Wackenhof, Wackenhof 4 |           |              |    |

### Waldfisch
| Bild                           | Bezeichnung                                                      | Lage                                      | Datierung | Beschreibung | ID |
| ------------------------------ | ---------------------------------------------------------------- | ----------------------------------------- | --------- | ------------ | -- |
| weitere Bilder Fotos hochladen | Ehem. Jagdhaus mit Stallgebäude und Grundstück / Jagdhaus Kissel | Waldfisch, Forsthaus 1 (Karte)            |           |              |    |
| BW                             | Brunnen                                                          | Waldfisch, Spitzbergstraße o. Nr. (Karte) |           |              |    |
| BW                             | Wohnhaus                                                         | Waldfisch, Spitzbergstraße 21 (Karte)     |           |              |    |
| BW                             | Uhrwerk                                                          | Waldfisch, Spitzbergstraße 27 (Karte)     |           |              |    |
| BW                             | Glocke                                                           | Waldfisch, Spitzbergstraße 27 (Karte)     |           |              |    |
| BW                             | Wohnhaus / Raßbachs Hof                                          | Waldfisch, Spitzbergstraße 30 (Karte)     |           |              |    |
| BW                             | Tanzdiele                                                        | Waldfisch, Spitzbergstraße 30a (Karte)    |           |              |    |
| BW                             | Gasthof / Gasthof Raßbach                                        | Waldfisch, Spitzbergstraße 32 (Karte)     |           |              |    |

### Wildprechtroda
| Bild                           | Bezeichnung            | Lage                                                                             | Datierung | Beschreibung    | ID |
| ------------------------------ | ---------------------- | -------------------------------------------------------------------------------- | --------- | --------------- | -- |
| Fotos hochladen                | Gefallenendenkmal      | Wildprechtroda, Buchenseestraße o. Nr. (Karte)                                   |           |                 |    |
| weitere Bilder Fotos hochladen | Evangelische Kirche    | Wildprechtroda, Geschwister-Scholl-Straße o. Nr.; Buchenseestraße o. Nr. (Karte) |           | mit Ausstattung |    |
| BW                             | Kirchhof               | Wildprechtroda, Geschwister-Scholl-Straße o. Nr.; Buchenseestraße o. Nr. (Karte) |           | mit Ausstattung |    |
| weitere Bilder Fotos hochladen | Schloss Wildprechtroda | Wildprechtroda, Neubauernstraße 2, 3, 4 (Karte)                                  |           |                 |    |
| BW                             | Park                   | Wildprechtroda, Neubauernstraße 2, 3, 4 (Karte)                                  |           |                 |    |

### Witzelroda
| Bild                           | Bezeichnung                     | Lage                                                                        | Datierung | Beschreibung    | ID |
| ------------------------------ | ------------------------------- | --------------------------------------------------------------------------- | --------- | --------------- | -- |
| BW                             | Hofanlage                       | Witzelroda, Kapelle 2 (Karte)                                               |           |                 |    |
| BW                             | Wohnhaus                        | Witzelroda, Pfarrgasse 7 (Karte)                                            |           |                 |    |
| weitere Bilder Fotos hochladen | Evangelische Kirche St. Andreas | Witzelroda, Schulgasse o. Nr. (Karte)                                       |           | mit Ausstattung |    |
| BW                             | Kirchhof                        | Witzelroda, Schulgasse o. Nr. (Karte)                                       |           |                 |    |
| BW                             | Einfriedung                     | Witzelroda, Schulgasse o. Nr. (Karte)                                       |           |                 |    |
| weitere Bilder Fotos hochladen | Kunstruine Frankenstein         | Witzelroda, Werra-Burgen-Steig o. Nr., Am Frankenstein, bei Nr. 100 (Karte) |           |                 |    |